# Хісамов Іскандер Амінович
Іскандер Амінович Хісамов (народ. 23 липня 1957 Ташкент, Узбекистан) — проросійський пропагандист, телеведучий, публіцист, політолог, головний редактор проросійського видання Украина.ру. Має громадянство Росії.

## Біографія
1978 року закінчив факультет журналістики Ташкентського державного університету (ТашГУ).
З 1978 до 1981 року працював кореспондентом обласної газети «Ленінський шлях» (Самарканд).
З 1981 до 1984 року — заступник відповідального секретаря газети «Правда Сходу» (Ташкент)
З 1984 до 1990 року — головний редактор у республіканській філії ТАСС Узбецької РСР.
1989 року працював парламентським кореспондентом ТАРС на перших з'їздах народних депутатів СРСР.
У 1990—1991 роках — завідувач відділу газети «Правда Сходу».
1991 року, після низки критичних публікацій у московських виданнях: «Известия», «Литературная газета», Газета «Труд» (1881), присвячених, зокрема, геноциду і депортації з Узбекистану турків-месхетинців, підтримці серпневого путчу керівництвом республіки, проблемі самоспалення жінок, — був звільнений з «Правди Сходу» за особистим розпорядженням першого секретаря ЦК Компартії Узбекистану Іслама Карімова. Після цього Хісамов був змушений покинути Узбекистан.
У 1992—1993 роках Іскандер Хісамов працював журналістом у російських виданнях «Мегаполіс» і «Місто N».
З 1993 до 1998 року — директор Інформаційно-культурного центру «Бронницький новини-телебачення» (Московська область).
З 1998 року — завідувач відділу політики, з 2000 до 2004 року — заступник головного редактора російського журналу «Експерт». Паралельно в 1999—2000 роках працював шеф-редактором аналітичних телепрограм Володимира Познера на Першому каналі.
2004 року організував випуск журналу «Експерт-Україна» і очолював його до 2009 року.
У 2009—2010 роках очолював експертну групу в штабі Сергія Тігіпка на президентських виборах.
2010 року Хісамов заснував і очолив Аналітичний центр «Експертна рада», а також Всеукраїнську громадську організацію «Реформаторський клуб» і був обраний президентом. Клуб об'єднував представників середнього бізнесу України, зацікавлених у реформах і модернізації країни.
Брав участь у створенні українського журналу «Вести. Репортёр», що видавався за ліцензією російського журналу «Русский репортер», і був його першим головним редактором (квітень-жовтень 2013 року). З жовтня 2013 року — автор і ведучий аналітичних програм «Підсумки тижня» і «Тема дня» на телеканалі UBR. З 22 червня до 6 серпня 2015 року був головним редактором «Радио Вести». Усі три ЗМІ входили в «Мультимедіа-інвестгруп», власником якого був голова міністерства з доходів України при президенті Вікторі Януковичу з податків і зборів Олександра Клименка.
З лютого 2016 року є заступником головного редактора проросійського інтернет-видання Страна.ua Ігора Гужви, який до цього позиціонував себе як єдиний власник та інвестор «Мультимедіа-інвестгруп». З травня 2016 року став головним редактором сайту «Украина.ру», власником якого є російське державне інформагентство «РИА Новости» (переформатовано в Міжнародну інформаційну агенцію RT).
У лютому 2017 року українські хакери опублікували вміст електронної пошти Хісамова з 2009 року, що містить 400 листів. У листуванні обговорюється функціонування проєктів «Мультимедіа-інвестгруп», «Страна.ua», «Украина.ру» і редагування біографії журналіста на Вікіпедії.

## Сім'я
Дружина: Хісамова Світлана Валеріївна (1983 р н.), журналіст.

Діти: Заріна (1980 р.н.), Діляра (1985 р.н.), Аміна (2011 р н.), Ніна (2014 р.н.).

## Хобі
Теніс, плавання, гірські лижі.